# Districte de Košice I
El districte de Košice I - (eslovac) Košice I - és un dels quatre districtes que formen la ciutat de Košice. Té una superfície de 85,45 km², i el 2024 tenia 62.603 habitants. La capital és Košice.

## Demografia
| Godina             | 1994   | 2004   | 2014   | 2024   |
| ------------------ | ------ | ------ | ------ | ------ |
| Nombre de persones | 65.057 | 68.089 | 67.842 | 62.603 |
| Diferència         |        | +4,66% | −0,36% | −7,72% |

| Godina             | 2023   | 2024   |
| ------------------ | ------ | ------ |
| Nombre de persones | 62.965 | 62.603 |
| Diferència         |        | −0,57% |